# Константиново (Вологодский район)
Константиново — деревня в Вологодском районе Вологодской области.
Входит в состав Новленского сельского поселения (с 1 января 2006 года по 8 апреля 2009 года входила в Вотчинское сельское поселение), с точки зрения административно-территориального деления — в Вотчинский сельсовет.
Расстояние до районного центра Вологды по автодороге — 75,5 км, до центра муниципального образования Новленского по прямой — 12 км. Ближайшие населённые пункты — Митрополье, Хребтово, Мардасово, Маслозавод, Севастьяново, Вотча, Осиновка, Барсуково, Халезево, Шадрино.
По переписи 2002 года население — 102 человека (50 мужчин, 52 женщины). Преобладающая национальность — русские (99 %).

## Известные уроженцы
- Душенов, Константин Иванович (9 августа 1895 — 4 февраля 1940) — видный деятель советского ВМФ, первый командующий Северным флотом, флагман 1-го ранга.